# 17192 Loharu
A 17192 Loharu (ideiglenes jelöléssel 1999 XL172) a Naprendszer kisbolygóövében található aszteroida. A LINEAR projekt keretében fedezték fel 1999. december 10-én.